# Tom Baxter
Pour les articles homonymes, voir Baxter et Tom Baxter (homonymie).
Thomas William « Tom » Baxter était un footballeur anglais né le 1er février 1903 à Mansfield et mort en 1987 à Staffordshire.

## Carrière
- Mansfield Town  Angleterre
- 1927-1929 : Wolverhampton Wanderers  Angleterre
- Port Vale  Angleterre